# 山梨県立高等支援学校桃花台学園
山梨県立高等支援学校桃花台学園（やまなしけんりつ こうとうしえんがっこう とうかだいがくえん）は、2015年4月に開校した、山梨県笛吹市に所在する高等部単独の特別支援学校である。産業技術科を設置し、軽度の知的障害のある生徒を対象に、一般企業への就職を目指した職業教育を行っている。

## 概要
本校は、原則として療育手帳B-2の交付対象となる程度の軽度の知的障害があり、かつ学校教育法施行令第22条の3に規定される知的障害以外の障害を併せ持たない生徒を対象としている。
学科は産業技術科のみを設置し、山梨県内全域から生徒を受け入れている。2年次からは「食品加工コース」「農業生産コース」「環境メンテナンスコース」のいずれかを選択し、専門的な学習を行う。卒業生の約8割は企業の障害者雇用枠で就職している。
募集定員は48名であり、選考は国語・数学の学力検査、作業能力検査、面接により行われる。
ブレザー型の制服を採用している。

## 沿革
- 2009年（平成21年）4月 - かえで支援学校高等部において、軽度の知的障害のある生徒を対象にした教育課程を編成し、教育実践を開始[4]。
- 2010年（平成22年）5月 - 山梨県特別支援学校教育振興審議会に軽度知的障害に対応した将来構想を諮問。
- 2011年（平成23年）2月 - 山梨県特別支援学校教育振興審議会が「就業を視野に職業教育の充実を図り、専門学科の設置等により新たな教育課程を実施すること」と答申。
  - 同年 - かえで支援学校高等部分教室を2012年4月に開校する方針を決定。
- 2012年（平成24年）4月 - 笛吹市の旧笛吹・山梨園芸高校跡地に、かえで支援学校高等部分教室を開校。
  - 同年4月9日 - 開校式を挙行。
  - 同年9月20日 - 山梨県議会において知事が「新たな高等支援学校の設置」を表明。
- 2013年（平成25年）10月4日 - 山梨県議会にて校舎改築の補正予算を可決。
- 2014年（平成26年）7月4日 - 山梨県議会で「山梨県立学校設置条例の一部を改正する条例」を可決、「高等支援学校桃花台学園」の校名を定め、笛吹市に設置を決定。
  - 同年10月10日 - 制服を定め、教育委員会に報告。
  - 同年11月5日 - 産業技術科の募集定員を48名と決定（平成27年度入学者選抜）。
  - 同年11月25日 - 校章を制定し、教育委員会に報告。
- 2015年（平成27年）1月15日 - 寄宿舎が竣工。
  - 同年4月9日 - 開校式および第1回入学式を挙行。
  - 同年4月22日 - 学校創立記念日を7月4日に制定。
  - 同年5月27日 - スクールカラー「東雲色」を制定。
  - 同年7月24日 - 校訓を制定。
  - 同年8月11日 - 体育館竣工。
- 2016年（平成28年）1月7日 - 校歌を制定。
  - 同年3月4日 - 第1回卒業証書授与式を挙行。
  - 同年6月10日 - 同窓会設立総会を開催。
- 2018年（平成30年）2月16日 - 公開授業研究会を開催。
- 2019年（令和元年）9月2日 - 寄宿舎の学習室を改修し男子舎室を2室増室。
  - 同年12月6日 - 公開授業研究会を開催。
- 2020年（令和2年）1月15日 - 第13回キャリア教育優良学校文部科学大臣表彰を受賞。
  - 同年3月3日～5月22日 - 新型コロナウイルス感染症対応により一斉臨時休業。
  - 同年3月13日 - 特別教室棟にエアコンを設置。
  - 同年9月30日 - 給水管改修工事を実施。
- 2021年（令和3年）2月1日 - 学校公認マスコットキャラクター「こもも」を制定。
  - 同年4月8日 - スクールバス南アルプス便の運行を開始。
  - 同年11月30日 - 排水管および手洗い場の自動水栓を改修。
  - 同年12月12日 - 「もうひとつの高校選手権2021」関東予選会において関東第4代表となり全国大会出場権を獲得（全国大会は中止）。
- 2022年（令和4年）11月12日 - 第43回山梨県高等学校芸術文化祭郷土芸能専門部発表会和太鼓部門で第3位となり、第13回関東地区高等学校和太鼓選手権出場権を獲得。
- 2023年（令和5年）8月22日 - 第13回関東地区高等学校和太鼓選手権において銅賞を受賞。
  - 同年12月17日 - 「もうひとつの高校選手権2023」関東予選会にて関東第4代表となり、全国大会出場権を獲得。
- 2024年（令和6年）1月27日～28日 - 「もうひとつの高校選手権2023」全国大会において第9位を獲得。
  - 同年1月31日 - 令和5年度「おもてなしのやまなし知事表彰（県民表彰・団体の部）」を受賞。

## 通学・寄宿舎
通学支援としてスクールバスを2便運行している。遠方から通学する生徒のために、男子12人・女子6人の計18人が入居可能な寄宿舎も併設している。

## 部活動
- バスケットボール部
- サッカー部
- 陸上部
- 合唱部
- 美術部
- 太鼓部[5]

## 主な行事
- 桃翔祭（体育祭、文化祭）
- 修学旅行（2年）

## 地域との交流
笛吹市立石和東小学校、山梨県立笛吹高等学校、山梨県立やまびこ支援学校と交流活動を実施している。

## 施設概要
- 校地面積：41,226.49㎡[7]
  - 校舎：8,121.49㎡
  - 運動場：17,404㎡
  - 体育館：748.84㎡
  - 圃場：2,849㎡
- 寄宿舎面積：555.34㎡

## 所在地
〒406-0026　山梨県笛吹市石和町中川1400

## アクセス
- JR中央線「石和温泉駅」より約4㎞